# Andrezé
Andrezé ([ɑ̃dʁəˈze] ⓘ) ist ein Ort und ehemalige französische Gemeinde mit 2030 Einwohnern (Stand: 1. Januar 2022) im Département Maine-et-Loire in der Region Pays de la Loire. Sie gehörte zum Arrondissement Cholet. Die Bewohner werden Andrezéens und Andrezéennes genannt.
Der Erlass des Präfekten vom 24. September 2015 legte mit Wirkung zum 15. Dezember 2015 die Eingliederung von Andrezé als Commune déléguée zusammen mit den früheren Gemeinden Beaupréau, Gesté, Jallais, La Chapelle-du-Genêt, La Jubaudière, Le Pin-en-Mauges, La Poitevinière, Saint-Philbert-en-Mauges und Villedieu-la-Blouère zur Commune nouvelle Beaupréau-en-Mauges fest.

## Geografie

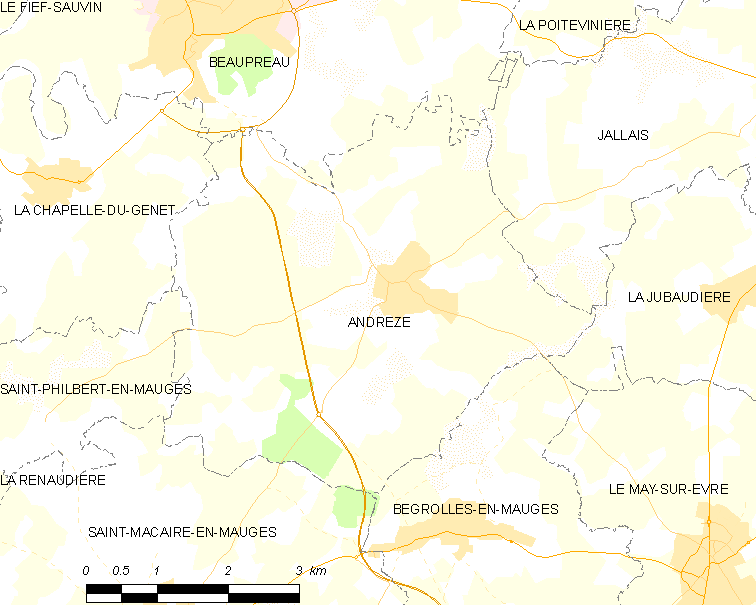
Karte von Andrezé

Andrezé liegt etwa 45 Kilometer südwestlich von Angers, etwa 14 Kilometer nordnordwestlich von Cholet und etwa 46 Kilometer ostsüdöstlich von Nantes in der Région naturelle der Mauges, Teil der historischen Provinz des Anjou.
Das Ortsgebiet liegt im Einzugsgebiet der Loire und wird entwässert vom Flüsschen Beuvron, einem Nebenfluss der Èvre, vom Ruisseau de l’Arondeau, von den zeitweise trockenfallenden Ruisseau du Quarteron und Ruisseau de l’Héraudière sowie von kleineren Fließgewässern. Es erstreckt sich auf einer Hochebene, die im Norden von der Loire begrenzt wird. Das Bodenrelief ist sanft gewellt mit Höhen bis über 100 m und wird durch die Flusstäler markant eingeschnitten. Das Ortszentrum liegt auf etwa 96 m. Der tiefste Punkt wird mit 52 m über dem Meeresspiegel im Nordwesten beim Austritt des Beuvron aus dem Ortsgebiet gemessen.
Umgeben wird Andrezé von zwei Nachbargemeinden und fünf Communes déléguées von Beaupréau-en-Mauges:
| La Chapelle-du-Genêt (Beaupréau-en-Mauges)     | Beaupréau (Beaupréau-en-Mauges)             | Jallais (Beaupréau-en-Mauges)       |
| Saint-Philbert-en-Mauges (Beaupréau-en-Mauges) | Kompassrose, die auf Nachbargemeinden zeigt | La Jubaudière (Beaupréau-en-Mauges) |
|                                                | Sèvremoine                                  | Bégrolles-en-Mauges                 |

## Geschichte
Andrezé wird 1060 erstmals in den Archiven erwähnt. Frühe Formen des Ortsnamens waren:
Andriziacum (1114), Ecclesiam de Andreico (1150), Monachorum de Andrezeio (1210).
Fünf Beile aus poliertem Stein und ein Hammerbeil wurden gefunden. Die Lieux-dits Les Pierres, La Pierre, La Grosse Pierre, Le Chaillou wurden während der Jungsteinzeit von Menschen bewohnt. Am Lieu-dit La Rivière wurden unterirdische Räume entdeckt, die am Eingang mit zwei Steinen verschlossen wurden. Die Römerstraße von Nantes nach Poitiers führte westlich des Ortszentrums vorbei.
Im Jahre 1062 schenkte Giroire, Seigneur von Beaupréau, die Pfarrkirche von Andrezé an die Abtei Saint-Serge in Angers. In der ersten Hälfte wurde das Priorat gegründet. Die Pfarrgemeinde gehörte zum Bistum Angers, zum Archidiakonat Outre-Loire und zum Dekanat der Mauges. Andrezé gehörte zur Sénéchaussée und Élection von Angers sowie zum Einzugsgebiet der Gabelle von Cholet.
Zwischen 1650 und 1700 wurden erste Webereien in Andrezé installiert. Das deutet auf eine frühe industrielle Ausrichtung hin, denn im ländlichen Frankreich in der Umgebung müssen Industriebetriebe damals selten gewesen sein. Um 1750 erlebte die Weberei eine beachtliche Entwicklung und in jedem Haus wurde ein Webstuhl aufgestellt. Der Rohstoff Flachs wurde in der Region selbst angebaut.
Bewohner von Andrezé beteiligten sich am Aufstands der Vendée, dem Kampf der royalistisch-katholisch gesinnten Landbevölkerung gegen Repräsentanten und Truppen der Ersten Französischen Republik auf Seite der Royalisten. Im Januar 1794 verwüsteten sogenannte Höllenkolonnen unter dem Kommandanten Cordelier das Dorf zwei Wochen lang.

## Bevölkerungsentwicklung
| Andrezé: Einwohnerzahlen von 1793 bis 2020                                                                                 | Andrezé: Einwohnerzahlen von 1793 bis 2020 | Andrezé: Einwohnerzahlen von 1793 bis 2020 | Andrezé: Einwohnerzahlen von 1793 bis 2020 | Andrezé: Einwohnerzahlen von 1793 bis 2020 |
| --- | ------------------------------------------ | ------------------------------------------ | ------------------------------------------ | ------------------------------------------ |
| Jahr |                                            |                                            |                                            | Einwohner                                  |
| 1793 | 1793                                       |                                            | 1.100                                      | 1.100                                      |
| 1800 | 1800                                       |                                            | 523                                        | 523                                        |
| 1806 | 1806                                       |                                            | 937                                        | 937                                        |
| 1821 | 1821                                       |                                            | 1.095                                      | 1.095                                      |
| 1831 | 1831                                       |                                            | 1.417                                      | 1.417                                      |
| 1836 | 1836                                       |                                            | 1.401                                      | 1.401                                      |
| 1841 | 1841                                       |                                            | 1.372                                      | 1.372                                      |
| 1846 | 1846                                       |                                            | 1.428                                      | 1.428                                      |
| 1851 | 1851                                       |                                            | 1.415                                      | 1.415                                      |
| 1856 | 1856                                       |                                            | 1.450                                      | 1.450                                      |
| 1861 | 1861                                       |                                            | 1.474                                      | 1.474                                      |
| 1866 | 1866                                       |                                            | 1.497                                      | 1.497                                      |
| 1872 | 1872                                       |                                            | 1.585                                      | 1.585                                      |
| 1876 | 1876                                       |                                            | 1.358                                      | 1.358                                      |
| 1881 | 1881                                       |                                            | 1.298                                      | 1.298                                      |
| 1886 | 1886                                       |                                            | 1.310                                      | 1.310                                      |
| 1891 | 1891                                       |                                            | 1.263                                      | 1.263                                      |
| 1896 | 1896                                       |                                            | 1.275                                      | 1.275                                      |
| 1901 | 1901                                       |                                            | 1.251                                      | 1.251                                      |
| 1906 | 1906                                       |                                            | 1.203                                      | 1.203                                      |
| 1911 | 1911                                       |                                            | 1.147                                      | 1.147                                      |
| 1921 | 1921                                       |                                            | 996                                        | 996                                        |
| 1926 | 1926                                       |                                            | 1.026                                      | 1.026                                      |
| 1931 | 1931                                       |                                            | 1.057                                      | 1.057                                      |
| 1936 | 1936                                       |                                            | 1.053                                      | 1.053                                      |
| 1946 | 1946                                       |                                            | 1.042                                      | 1.042                                      |
| 1954 | 1954                                       |                                            | 1.149                                      | 1.149                                      |
| 1962 | 1962                                       |                                            | 1.262                                      | 1.262                                      |
| 1968 | 1968                                       |                                            | 1.312                                      | 1.312                                      |
| 1975 | 1975                                       |                                            | 1.371                                      | 1.371                                      |
| 1982 | 1982                                       |                                            | 1.699                                      | 1.699                                      |
| 1990 | 1990                                       |                                            | 1.803                                      | 1.803                                      |
| 1999 | 1999                                       |                                            | 1.799                                      | 1.799                                      |
| 2006 | 2006                                       |                                            | 1.798                                      | 1.798                                      |
| 2013 | 2013                                       |                                            | 1.859                                      | 1.859                                      |
| 2020 | 2020                                       |                                            | 1.940                                      | 1.940                                      |
| Quelle(n): EHESS/Cassini bis 1999, INSEE ab 2006 Anmerkung(en): Ab 1962 offizielle Zahlen ohne Einwohner mit Zweitwohnsitz |                                            |                                            |                                            |                                            |

Der Bevölkerungsrückgang im Jahre 1800 zeigt deutlich die negative Auswirkung des Aufstands der Vendée.

## Sehenswürdigkeiten
- Reste der Burg Les Hayes Gasselin (14. Jahrhundert, seit 1970 als Monument historique) eingeschrieben
- Schloss La Morinière (1853)
- Schloss Le Moulin-Brulé (1880)
- Pfarrkirche Saint-Pierre aus dem 19. Jahrhundert
- Ehemaliger Hydraulischer Widder aus dem 19. Jahrhundert

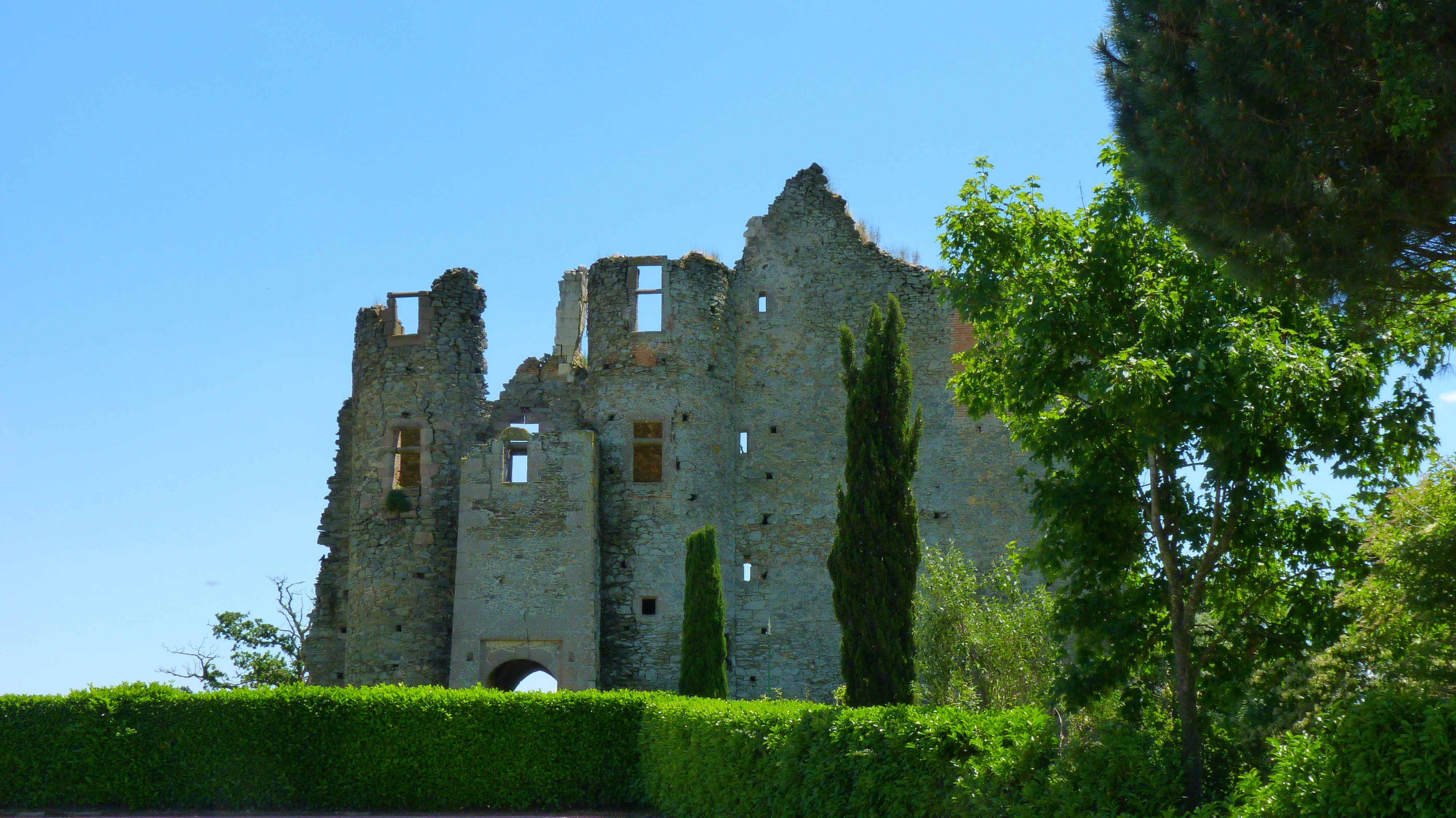
Burgruine Les Hayes Gasselin
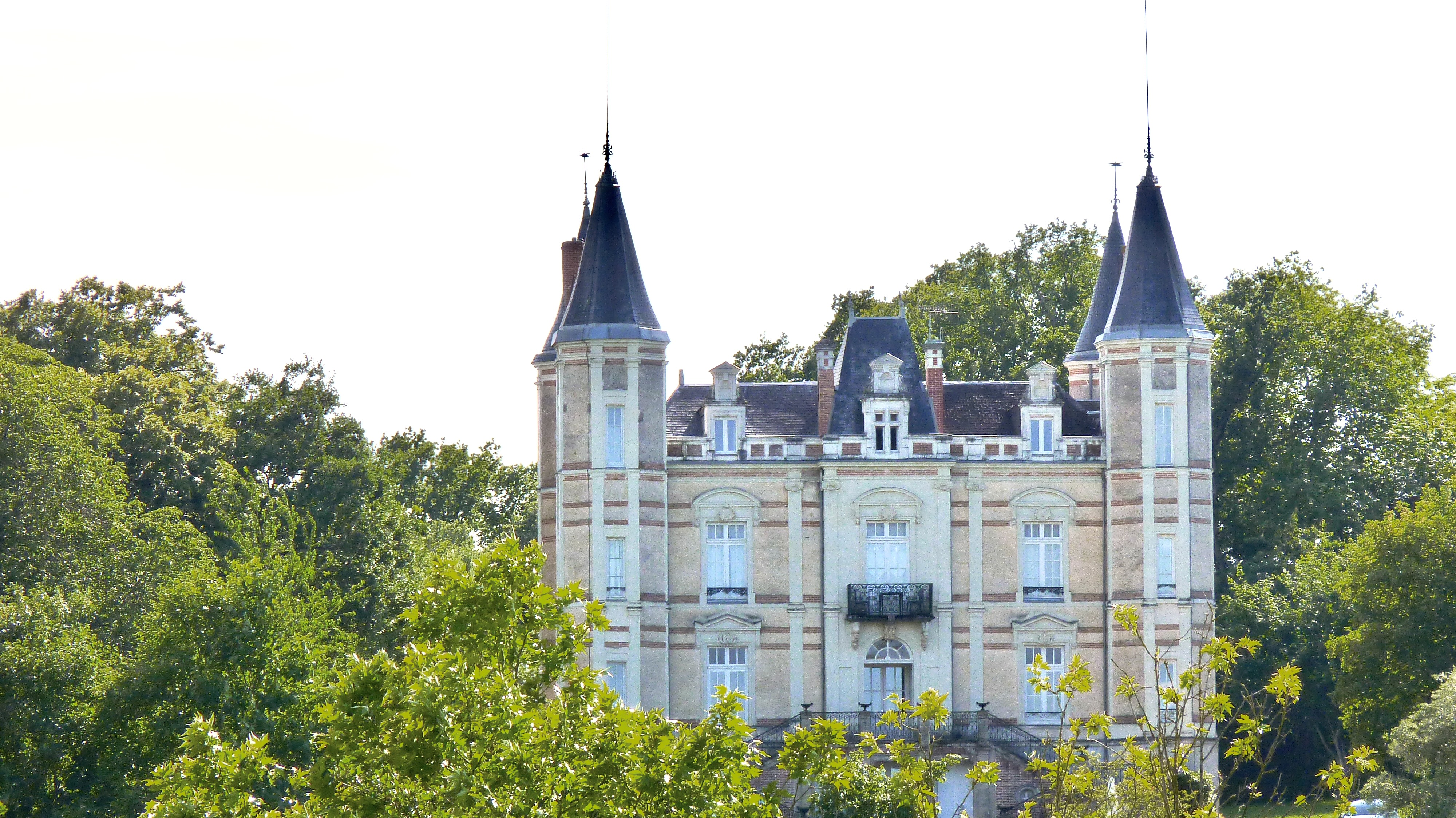
Schloss La Morinière
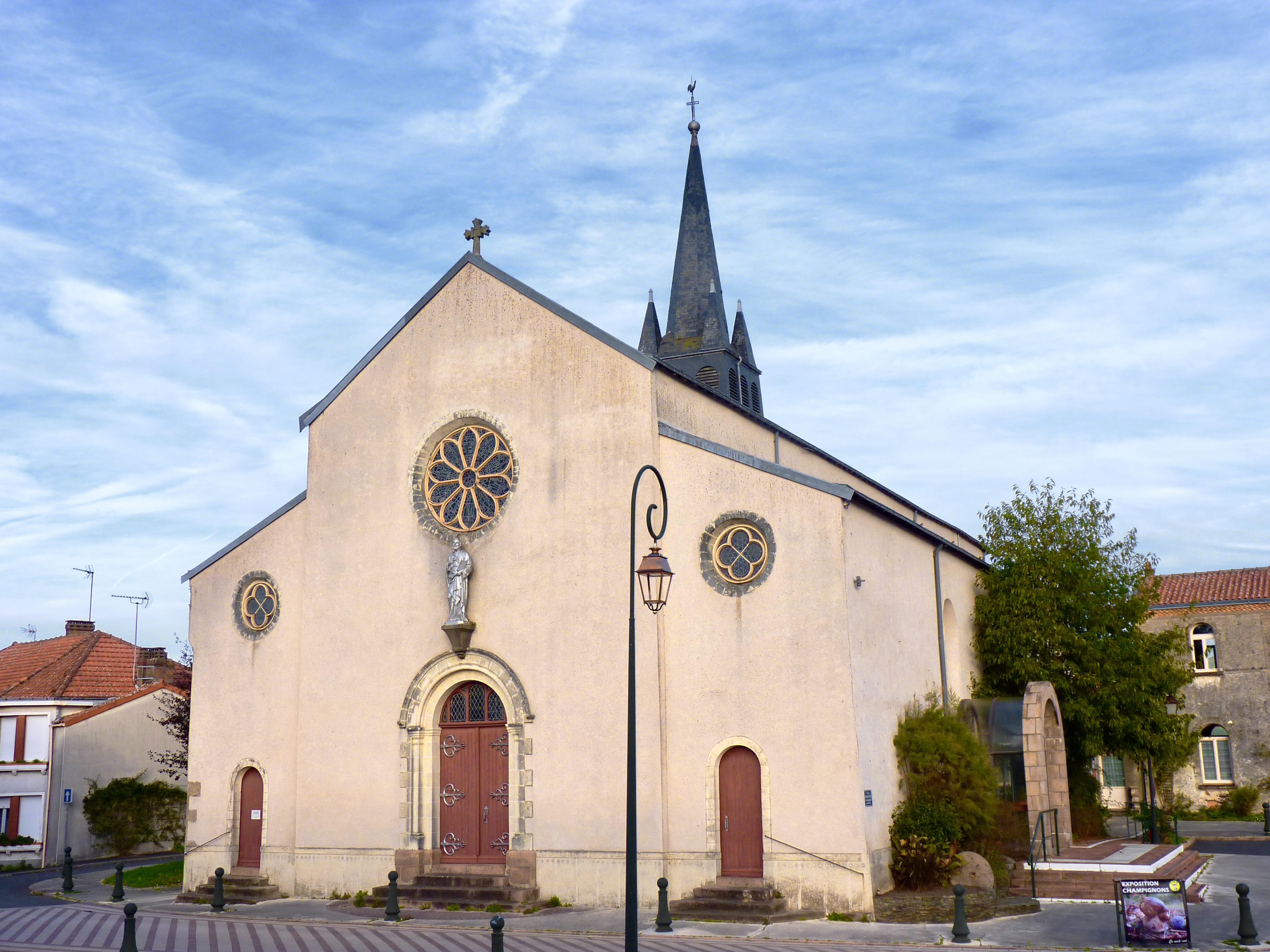
Pfarrkirche Saint-Pierre
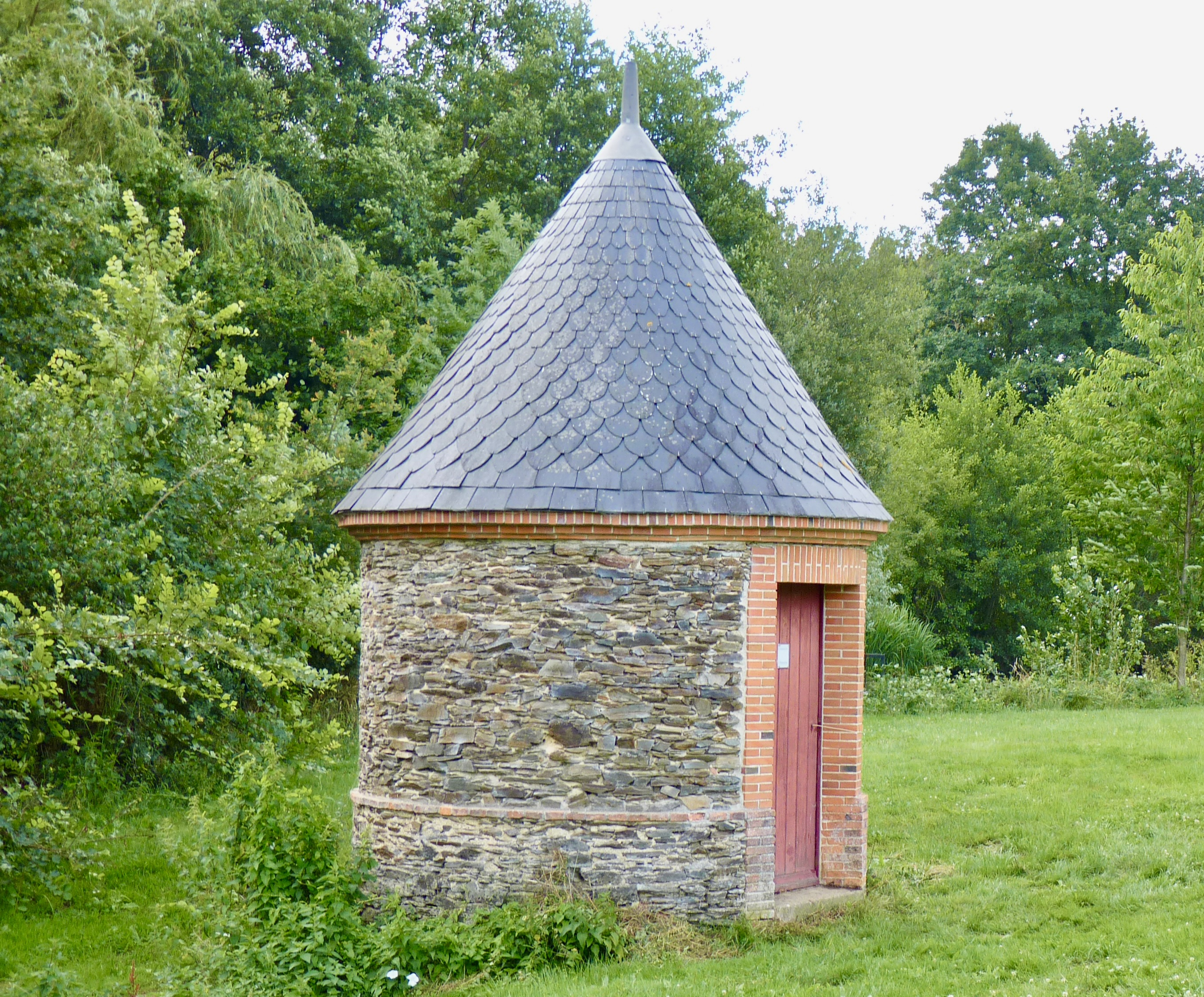
Ehemaliger Hydraulischer Widder